# Pramac Racing
Pramac Racing – włoski zespół satelicki Ducati startujący w MotoGP.
W sezonie 2016 zespół startujący w MotoGP występuje pod nazwą sponsorską OCTO Pramac Yakhnich, zaś zawodnicy etatowi zespołu to: Danilo Petrucci oraz Scott Redding.